# Idioma cotoname
El Cotoname es una lengua muerta hablada por una etnia indígena americana en las tierras bajas del valle de Río Grande en el noroeste de México y el límite sur de Texas (Estados Unidos). Desde el punto de vista filogenético se considera o bien como una lengua no clasificada, o bien como miembro de las lenguas pakawanas.